# Kharsawan
Kharsawan là một thành phố và là một khu vực quy hoạch (notified area) của quận Pashchimi Singhbhum thuộc bang Jharkhand, Ấn Độ.

## Địa lý
Kharsawan có vị trí 22°48′B 85°50′Đ / 22,8°B 85,83°Đ Nó có độ cao trung bình là 201 mét (659 feet).

## Nhân khẩu
Theo điều tra dân số năm 2001 của Ấn Độ, Kharsawan có dân số 6790 người. Phái nam chiếm 52% tổng số dân và phái nữ chiếm 48%. Kharsawan có tỷ lệ 64% biết đọc biết viết, cao hơn tỷ lệ trung bình toàn quốc là 59,5%: tỷ lệ cho phái nam là 72%, và tỷ lệ cho phái nữ là 55%. Tại Kharsawan, 17% dân số nhỏ hơn 6 tuổi.